# Jhargram
Jhargram fou un estat tributari protegit de l'Índia, del tipus zamindari, a Bengala (avui a Bengala Occidental) amb una superfície de 653 km².
Fou fundat el 1565 per Sarbeshwar Singh, un príncep rajput procedent de Rajasthan, suposadament d'una branca de la família de Malla Raj de Bishnupur que va derrotar a un rajà tribal del mals i prengué el malnom de Malla Deb. La nissaga va dominar la zona durant segles. Raja Raghunath Malla Deb era la 16a generació des del fundador i va morir el 1912; el va succeir el seu fill Raja Chandi Charan Malla Deb, mort el 1916 deixant un fill menor d'edat (7 anys) de nom Raja Narasingha Malla Deb. El Consell de Corts (Court of Wards) va administrar l'estat fins al 1929 quan Narasingha va rebre plens poders. Va governar fins a la supressió dels zamindars el 1953 (el 1954 les terres van passar a l'estat).